# Jozabed Sánchez Ruiz
Jozabed Sánchez Ruiz (Mairena del Alcor, 8 marzo 1991) è un calciatore spagnolo, centrocampista svincolato.

## Caratteristiche tecniche
Interno di centrocampo, può essere schierato sia come trequartista sia come mediano.